# Goffredo II della Bassa Lorena
Goffredo II della Bassa Lotaringia, detto il Senza Figli (965 circa – 26 settembre 1023), fu Signore di Bouillon, dal 1002, Duca della Bassa Lorena (Lotaringia), dal 1012 e Conte di Verdun dal 1022 sino alla sua morte.

## Origine
Secondo le Gesta Episcoporum Virdunensium, continuatio e anche secondo la Chronica Albrici Monachi Trium Fontium era il figlio quartogenito del Conte di Bidgau e Methingau, Conte di Verdun e conte di Hainaut, Goffredo I e di Matilde di Sassonia, che, secondo l'Annalista Saxo era la figlia femmina primogenita di Ermanno Billung, duca di Sassonia, e di Hildegard di Westerburg.
Come ci viene confermato dal documento n° 212 del Mittelrheinisches Urkundenbuch, I, Goffredo I di Verdun era figlio del Conte di Bidgau e Methingau, Gozlin, e di Uda, figlia del conte Gerardo, nipote di Adalardo il Siniscalco, e della moglie (di cui era il secondo marito), Oda di Sassonia; Goffredo I di Verdun, inoltre era fratello del vescovo di Reims, Adalberone di Reims, ed era anche nipote del vescovo di Metz, sempre di nome Adalberone e di Federico I duca dell'Alta Lorena, a sua volta, padre di un vescovo di Verdun e di Metz, ancora di nome, Adalberone.

## Biografia
Nel 963, quando i suoi genitori si erano sposati, sua madre, Matilde, era vedova di Baldovino III, conte di Fiandra e d' Artois, come ci viene confermato dal Sigeberti Auctarium Affligemense, a cui aveva dato un figlio, Arnolfo, come ci conferma la Genealogica ex Stirpe Sancti Arnulfi descendentium Mettensis.
Egli succedette come duca della Bassa Lorena al carolingio, Ottone, che era privo di discendenza maschile, designato dal re di Germania, Enrico II, su suggerimento di Gerardo I Vescovo di Cambrai. La sua nomina fu derivata dalla necessità di una mano forte alla guida della Lorena che potesse riappacificare la regione, di modo da fortificare il confine ovest della Francia; secondo i Chronica di Germania di Sigeberto di Gembloux, Ottone morì nel 1005, e quindi gli succedette in quell'anno; anche la Chronica Albrici Monachi Trium Fontium sostiene che Ottone morì nel 1005 e che l'imperatore del Sacro Romano Impero (a quel tempo solo re di Germania), Enrico II il Santo, assegnò il ducato della Bassa Lotaringia a Goffredo II di Verdun, figlio di Goffredo delle Ardenne.
Invece le Gesta Episcoporum Cameracensium liber III sostengono che Ottone morì nel 1012 (affermando che la data citata da Sigeberto di Gembloux, il 1005 è errata) e a Ottone succedette Goffredo.
 Il fatto che Goffredo derivasse le proprie origini dalla Lotaringia avrebbe garantito l'assenza di guerre nella regione e, inoltre, era fedele agli imperatori ottoniani. Egli godette inoltre del supporto dei fratelli: Gothelo o Gozzelone, Margravio di Anversa, ed Ermanno, Conte di Eename (poi Brabante).
Egli dovette combattere con numerosi avversari pretendenti al suo ducato: il conte di Lovanio, Lamberto I, marito della sorella di Ottone, Gerberga, in quell'anno, aveva avanzato delle pretese sul ducato, e poi anche il Conte di Hainaut, Reginardo V di Mons, che, nel 1015, aveva sposato la nipote di Goffredo, Matilde di Verdun (figlia di Ermanno conte di Eename, fratello di Goffredo).
A Florennes, il 12 settembre 1015, Goffredo li sconfisse entrambi, uccidendo Lamberto e forzando Reginardo alla pace.
Successivamente, Goffredo si trovò a dover combattere contro Gerardo d'Alsazia, Conte di Metz; il 27 agosto 1017, nonostante l'inferiorità numerica lo sconfisse definitivamente e, l'anno dopo, nel 1018, Reginardo fece atto di sottomissione all'imperatore e Gerardo si rappacificò con Goffredo.
Il conte d'Olanda, Teodorico III aveva una roccaforte a Vlaardingen, nella zona dove il fiume Waal confluisce nella Mosa che, secondo la The Battle of Vlaardingen (1018), aveva sottratto al vescovo di Utrecht e aveva imposto, senza il consenso dell'imperatore o del vescovo, un pedaggio alle navi che, lungo il fiume Waal, passavano per Tiel. Il vescovo di Utrecht, Adalboldo II o Etelboldo II, secondo la Thietmari Merseburgensis episcopi Chronicon, chiese l'aiuto dell'imperatore, Enrico II, che gli inviò delle truppe al comando di Goffredo, che attaccarono Teodorico, qualificato come nipote dell'imperatrice (imperatricis nostrae nepotem, Thiedricum); Teodorico con l'aiuto dei Frisoni sconfisse l'esercito imperiale, che subì molte perdite e anche il vescovo Adalboldo II e Goffredo di Lorena si salvarono a stento, e, sempre secondo la The Battle of Vlaardingen (1018), l'esercito imperiale sconfitto a Vlaardingen fuggì in preda al panico. La battaglia tra Goffredo di Lorena e Teodorico viene riportata sia dagli Annales Perchenses, sia dagli Annales S. Iacobi Leodiensis, che dagli Annales Leodiense.
Goffredo venne fatto prigioniero, ma intercedette a corte per Teodorico, per cui venne liberato e la pace ristabilita.
Goffredo (Godifridi ducis) ed il fratello, Federico (Friderici comitis), controfirmano il documento n° 427 dei Heinrici II Diplomata, datato 1020, in cui l'imperatore, Enrico II, conferma alcuni privilegi all'Abbazia di Fulda.
Secondo lo storico belga Léon Vanderkindere, Goffredo viene citato in un documento del 1023, assieme al fratello, Gothelo o Gozzelone I.
Secondo gli Annales Blandinienses Goffredo (Godefridus dux) morì nel 1023, il 24 gennaio (9 Kal Febr.); mentre L'obituaire de la cathédrale de Saint-Lambert de Liège, p. 78 (non consultato) data la morte al 26 settembre (VI Kal Oct.) e il Necrology Verdun Saint-Vanne, 1902, p. 146 (non consultato) data la morte al 27 settembre (V Kal Oct.).
Dato che morì senza discendenti, Goffredo venne succeduto dal fratello minore, Gothelo o Gozzelone I.

## Discendenza
Di Goffredo non si hanno notizie né di mogli né di discendenti.

## Ascendenza
|                                |         |                      | Genitori             |  |  | Nonni |  |  | Bisnonni           |  |  | Trisnonni |  |
|                                |         |                      |                      |  |  |       |  |  | Vigerico di Bidgau |  |  | …         |  |
|                                |         |                      |                      |  |  |       |  |  | Vigerico di Bidgau |  |  | …         |  |
|                                |         | …                    |                      |  |  |       |  |  | Vigerico di Bidgau |  |  |           |  |
| Gozlin                         |         |                      |                      |  |  |       |  |  | Vigerico di Bidgau |  |  |           |  |
|                                |         | Cunigonda            | …                    |  |  |       |  |  |                    |  |  |           |  |
|                                |         | Cunigonda            | …                    |  |  |       |  |  |                    |  |  |           |  |
|                                |         | Cunigonda            | Ermentrude           |  |  |       |  |  |                    |  |  |           |  |
| Goffredo I di Verdun           |         | Cunigonda            |                      |  |  |       |  |  |                    |  |  |           |  |
|                                |         | Gerardo I di Metz    | Adalardo II di Metz  |  |  |       |  |  |                    |  |  |           |  |
|                                |         | Gerardo I di Metz    | Adalardo II di Metz  |  |  |       |  |  |                    |  |  |           |  |
|                                |         | Gerardo I di Metz    | …                    |  |  |       |  |  |                    |  |  |           |  |
| Oda di Metz                    |         | Gerardo I di Metz    |                      |  |  |       |  |  |                    |  |  |           |  |
|                                |         | Oda di Sassonia      | Ottone I di Sassonia |  |  |       |  |  |                    |  |  |           |  |
|                                |         | Oda di Sassonia      | Ottone I di Sassonia |  |  |       |  |  |                    |  |  |           |  |
|                                |         | Oda di Sassonia      | Edvige di Babenberg  |  |  |       |  |  |                    |  |  |           |  |
| Goffredo II della Bassa Lorena |         | Oda di Sassonia      |                      |  |  |       |  |  |                    |  |  |           |  |
|                                | Billung | …                    |                      |  |  |       |  |  |                    |  |  |           |  |
|                                | Billung | …                    |                      |  |  |       |  |  |                    |  |  |           |  |
|                                | Billung | …                    |                      |  |  |       |  |  |                    |  |  |           |  |
| Ermanno di Sassonia            | Billung |                      |                      |  |  |       |  |  |                    |  |  |           |  |
|                                |         | Ermengarda di Nantes | …                    |  |  |       |  |  |                    |  |  |           |  |
|                                |         | Ermengarda di Nantes | …                    |  |  |       |  |  |                    |  |  |           |  |
|                                |         | Ermengarda di Nantes | …                    |  |  |       |  |  |                    |  |  |           |  |
| Matilde di Sassonia            |         | Ermengarda di Nantes |                      |  |  |       |  |  |                    |  |  |           |  |
|                                |         | …                    | …                    |  |  |       |  |  |                    |  |  |           |  |
|                                |         | …                    | …                    |  |  |       |  |  |                    |  |  |           |  |
|                                |         | …                    | …                    |  |  |       |  |  |                    |  |  |           |  |
| Ildegarda di Westerburg        |         | …                    |                      |  |  |       |  |  |                    |  |  |           |  |
|                                |         | …                    | …                    |  |  |       |  |  |                    |  |  |           |  |
|                                |         | …                    | …                    |  |  |       |  |  |                    |  |  |           |  |
|                                |         | …                    | …                    |  |  |       |  |  |                    |  |  |           |  |
|                                |         | …                    |                      |  |  |       |  |  |                    |  |  |           |  |

### Fonti primarie
- (LA)  Monumenta Germaniae Historica, Scriptores, tomus primus.
- (LA)  Monumenta Germaniae Historica, Scriptores, tomus V.
- (LA)  Monumenta Germaniae Historica, Scriptores, tomus IV.
- (LA)  Monumenta Germaniae Historica, Scriptores, tomus VI.
- (LA)  Monumenta Germaniae Historica, Scriptores, tomus VII.
- (LA)  Monumenta Germaniae Historica, Scriptores, tomus XVI.
- (LA)  Monumenta Germaniae Historica, Scriptores, tomus XXIII.
- (LA)  Monumenta Germaniae Historica, Scriptores, tomus XXV.
- (LA)  Monumenta Germaniae Historica, Diplomatum Regum et Imperatorum Germaniae, tomus III, Heinrici II et Arduini Diplomata.
- (LA)  Mittelrheinisches Urkundenbuch, I.
- (LA)  Thietmari Merseburgensis episcopi Chronicon.

### Letteratura storiografica
- Edwin H. Holthouse, L'imperatore Enrico II, in «Storia del mondo medievale», vol. IV, 1999, pp. 126–169
- (FR) Léon Vanderkindere, La formation territoriale des principautés belges au Moyen Âge (PDF), H. Lamertin, 1981  [1902].
- (FR) Léon Vanderkindere, La formation territoriale des principautés belges au Moyen Âge (PDF), H. Lamertin, 1981  [1902].